# Glosar klasične glazbe
Glosar sadržava pojmove prvenstveno vezane za klasičnu glazbu. Većina termina je talijanska i oni će, kao i ostale strane riječi, biti ispisani kurzivom. Ne-talijansko podrijetlo bit će naznačeno u opisu. Ponegdje je [u uglastim zagradama] naveden izgovor ili dodatno objašnjenje. Poveznice natuknica vode na članke, a poveznice u tekstu su "lokalne" - vode na odgovarajuće natuknice ovog glosara.
| Sadržaj: A B C Č Ć D Dž Đ E F G H I J K L Lj M N Nj O P Q R S Š T U V W X Y Z Ž — Izvori |

## A
a cappella
→ kapela
accelerando, acc., accel.
Oznake u partituri za postupno ubrzavanje tempa. Suprotno: ritardando.
adagio
Oznaka tempa: sporo, lagano, izražajno (66–76 d/m).
ad libitum, ad lib.
Iz latinskog: ad libitum - slobodno, po volji. Oznaka da se neki dijelovi ili stavci mogu izostaviti, ili da je izbor glazbala ili tempa slobodan. Sinonim na talijanskom je а piacere.
agitato
Na talijanskom [ađitato] = uzbuđeno, nemirno je oznaka za interpretaciju. Obično se vezuje za oznake tempa andante ili allegro, koje onda treba odsvirati nešto brže.
akcent
Akcent je oznaka u partituri i upućuje da neku notu, akord ili pasaž treba odsvirati glasnije u odnosu na susjedne note. U partituri se označava znakom > iznad ili ispod glave note. Služi za oblikovanje glazbene fraze u artikulaciji i prozodiji.
akompanjirati
Akompanjirati i izvedenica akompanjon su riječi preuzete iz francuskog jezika, accompagner - pratiti i compagnon - suradnik. Obično se ovim pojmovima opisuje glazbenik koji, najčešće na klaviru, prati ili surađuje s drugim glazbenikom, a da pritom nema podređenu ulogu, kakvu podrazumijevaju pojmovi "pratiti" i "pratnja".
akord
Akord označava tri ili više nota različite visine koje zvuče istovremeno. Ne mogu sva glazbala odsvirati akord i kod njih se tonovi sviraju jedan za drugim (arpeđo), da zvuče skoro istovremeno.
al, alla
Prijedlog s dva značenja: do ili kao (na način, u stilu). Koristi se uz druge izraze, al pred imenicama muškog i alla pred imenicama ženskog roda. Na primjer, al fine - do kraja, al modo di marcia = alla marcia - u stilu marša.
alcuna licenza
"Bez ograničenja", označava se kao con alcuna licenza i znači da se svira s izvjesnom slobodom u vremenu, slično rubatu.
aleluja
Aleluja u židovstvu i kršćanstvu je liturgijski usklik radosti u slavu Boga. Doslovno značenje je "hvalite Jehovu". Kao "haleluja" potiče iz hebrejskog הללו יה [halëlū Jāh]. Oblik aleluja preuzet je iz grčkog ἀλληλούϊα [allēluia] u istočnoj i iz latinskog (h)alleluia u zapadnoj varijanti kršćanstva. Aleluja se javlja na početku i/ili kraju liturgijskih pjesama i u misama. Jedna od najpoznatijih je Händelova Aleluja iz oratorija Mesija HWV 56 (Georg Friedrich Händel; Hallelujah, završni kor drugog dijela oratorija; Messiah, oratorij na engleskom jeziku za orkestar, 4 solista (SATB) i zbor).
allegro
Oznaka tempa: brzo (120–156 d/m) 
allegro molto ili molto allegro je nešto brže od allegra, ali u istom rasponu 
allegro moderato, umjereno, blizu allegru (116–120 d/m).
allegretto
Oznaka tempa: umjereno brzo (112–120 d/m)
amoroso, con amore
Nježno, ljupko, s ljubavlju.
andante
Oznaka tempa: kao u šetnji, lagano, umjereni tempo (76-108 d/m).
ansambl
Ansambl (iz francuskog ensemble - zajedno) je skupina reproduktivnih umjetnika koji zajedno izvode neko umjetničko djelo (umjetničko osoblje). U glazbi ansambl predstavlja instrumentalni sastav proizvoljne veličine (trio, kvartet... pa do simfonijskog orkestra), ili zbor, ili oboje.
antrakt
Antrakt (fr. entr'acte - među+čin) je instrumentalni odlomak koji se izvodi u pauzi između činova ili scena glazbeno-scenskih djela, a ponekad i u kazalištu. Iako je praktički sinonim za intermeco, antrakt služi i kao uvertira u 2. (3. ili 4.) čin glazbeno-scenskog djela. Antrakt služi za povezivanje radnje dok je zavjesa spuštena (za promjenu scenografije ili kostima), za premošćivanje dvije radnje ili prijelaz između različitog raspoloženja dva čina.
appassionato
Oznaka za interpretaciju: strastveno, zanosno.
а piacere
Sinonim za ad libitum.
arpeđo
Arpeđo (ili arpeđato, arpeđando, tal. arpa - harfa, arpeggio - kao na harfi) je način "razlomljenog" sviranja akordâ. Tonovi akorda sviraju se jedan za drugim, uzlazno ili silazno. Glazbala koja ne mogu odsvirati akord (monofona, kao što su flauta ili truba) moraju svirati akorde na ovaj način. Iako naziv potječe od harfe na kojoj se akordi najčešće sviraju razlaganjem, harfa može svirati akorde, i to se u partituri posebno označava kao non arpeggiato.
arija
Arija (aria - napjev) je solistička vokalna skladba, najčešće uz instrumentalnu pratnju. Iako se može javiti i kao samostalna koncertna arija, arija je obično dio većeg glazbenog djela, tipično u operi, a javlja se i u oratoriju i kantati.
artikulacija
Artikulacija je način povezivanja tonova za postizanje određenog efekta.
| > | akcent   |
| ∧ | marcato  |
| – | legato   |
| • | staccato |
| – | tenuto   |

assai
Vrlo, jako. Koristi se uz oznake za tempo, dinamiku, artikulaciju, npr. allegro assai - vrlo brzo.
a tempo
Oznaka u partituri za vraćanje na brzinu koja je prethodila usporavanju (ritardando), ubrzavanju (accelerando) ili rubatu. (Ne miješati s tempo primo.)
attacca
Instrukcija na kraju stavka da pauza do sljedećeg stavka treba biti kratka ili izostavljena, bez prekida u izvođenju.

## B
B
B je oznaka identifikacije djela Antonína Dvořáka. Oznaka je inicijal prezimena češkog muzikologa Jarmila Burghausera koji je 1960. objavio "Tematski katalog, bibliografija, pregled života i djela Antonína Dvořáka" (Antonín Dvořák - Tematicky katalog, bibliografie, prehled zivota a dila). Katalog sadržava točan kronološki redoslijed djela, za razliku od Dvořákovog označavanja broja opusa: izdavači su često, kao umjetniku u procvatu, radi reklame, stavljali veći broj opusa, a sâm Dvořák je namjerno davao manji broj opusa da bi ih prodao mimo ugovora s izdavačima, pa se stoga javljaju i višestruki brojevi opusa (op. 12 čak za pet djela!).
balet
Balet (po francuskom ballet, iz talijanskog balletto, deminutiv od ballo - ples) je naziv za glazbu koja radnju izražava uz koreografiranu plesnu scensku formu. Radnju (slično operi) plesači (balerine i baletani) prikazuju plesom - pantomimom. Balet može biti i bez radnje ("apsolutna glazba"). Baletne točke mogu biti uključene kao epizode u operu ili kao ilustracija nekog koncertnog djela (npr. valcera).
barkarola
Barkarola (tal. barcarola, od barca - barka) je stilizirana pjesma venecijanskih gondolijera u 6/8 ili 12/8 taktu. Melodija mirnog karaktera dočarava plovidbu kanalima Venecije. U periodu romantizma uvodi se u operu, a zatim i u vokalnu i instrumentalnu glazbu. Najpoznatijom barkarolom smatra se Belle nuit, ô nuit d'amour (Lijepa noći, o, noći ljubavi), duet iz 3. čina opere "Hoffmannove priče" Jacquesa Offenbacha (fr. Les contes d'Hoffmann). Ta barkarola je prerađena iz pjesme Komm' zu uns (dođi k nama) koju pjeva zbor nimfa u 3. činu Offenbachove opere "Rajnske nimfe" (Les fées du Rhin).
barok
Barok je glazbeni stil u razdoblju od 1600. do 1750. godine, nakon renesanse, a prije klasicizma. Razvija se instrumentalna glazba, zamah hvataju opera i oratorij. Značajniji skladatelji su Bach, Händel, Telemann, Vivaldi i mnogi drugi. 
Podrijetlo riječi: iz portugalskog barocco - biser nepravilnog oblika, riječ je ušla u francuski jezik kao baroque i koristila se u istom značenju. U glazbi se riječ koristi od 1734. godine kad je (nepoznati) kritičar Rameauove opere "Hipolit i Arisija" napisao "du barocque" prigovarajući da "glazba nema koherentnu melodiju, ispunjena je neprekidnim disonacama, stalno mijenja tonalitet i tempo..." i kasnije se proširila na svu umjetnost
bis
Uzvik "još!" (iz latinskog preko talijanskog: dvaput) kojim publika traži nastavak izvedbe ili ponavljanje dijela programa. Kao imenica označava tako izveden dodatak programu.
brio
Dodatna oznaka tempa: živahno, poletno.
BWV
BWV je skraćenica od Bach-Werke-Verzeichnis, popis djela Johanna Sebastiana Bacha. Uredio ga je Wolfgang Schmieder i objavio 1950. Katalog navodi skladbe u 13 žanrova (kantate 1-224, moteti 225-231, ... kolekcija kanona i fuga 1079-1080). Dodatak navodi još tri grupe skladba: izgubljene (1-23), nejasnog porijekla (24-155) i skladbe koje su pripisane Bachu, a kasnije je utvrđeno da nisu njegove (156-189). Katalog je dopunjen 1998. i sadržava 1126 skladba i 213 u dodatku.

## C
c., col, col', colla, con
Doslovno prijedlog "s" (col pred imenicom muškog, colla pred imenicom ženskog roda), instrukcija za način izvođenja. Koristi se uz druge izraze, npr. con amore - s ljubavlju, nježno; col legno - drvom, sviranje lukom gudala umjesto strunama, udarom ili vučenjem.
cantabile
Pjevljivo, izražajno.
cantata
Kantata, vokalna skladba u nekoliko stavaka, popularna u baroku, s instrumentalnom pratnjom, obično uključuje i zbor.
canzonetta
Popularna talijanska vokalna skladba, nastala oko 1560. godine. Kad se u 18. stoljeću proširila izvan Italije, ima značenje pjesme za glas i pratnju, obično u sekularnom stilu.
capriccio
Capriccio [kapričo] - hir, ćud, prohtjev, samovolja (otud i naše usvojenice "kapric" preko njemačkog Kaprize  i "kapris" prema fr. caprice). Pojam u glazbi predstavlja naslov kraće, obično instrumentalne skladbe vedrog, razigranog, obično i virtuoznog sadržaja, stvorene u "hiru", a ne prema formalnim obrascima. Javlja se još od 14. stoljeća kao naslov glazbe za instrumente s klavijaturom, kasnije za gudaće ili kamerne sastave, a od 19. stoljeća i za orkestarske skladbe.
concerto
Koncert (iz talijanske riječi concerto [končerto], prvi put upotrijebljene u 16. stoljeću, vjerojatno prema spoju latinskih riječi conserere - vezati i certamen - nadmetanje, borba) je skladba koja današnje značenje dobiva u baroku. Uobičajeno je pisan za jedno glazbalo i orkestar (ili skupinu glazbala). Rjeđe su pisani za dva glazbala, a u baroku je bila popularna vrsta concerto grosso (veliki koncert) za 3 do 6  solističkih glazbala (concertino) i ansambl (ripieno). Osnova je kontrast (nadmetanje) između jednog ili više solistâ i ostatka orkestra. Uobičajeno pri kraju prvog stavka solist izvodi kadencu. Obično imaju tri stavka (brzi - lagani - brzi), rijetko četiri (brzi - lagani - umjereni - brzi), od kojih su prvi, a često i posljednji, pisani u takozvanoj "sonatnoj formi". Drugo značenje: → koncert.
concertino
Deminutiv concertino [končertino] označava koncert manjeg opsega. Kod concerta grossa u baroku concertino označava skupinu solista nasuprot ostatku ansambla (ripieno).

## D
D
D je oznaka identifikacije djela Franza Schuberta. Oznaka je inicijal prezimena austrijskog muzikologa Ottoa Ericha Deutscha koji je 1951. u Londonu objavio Schubert: Thematic Catalogue of all his Works in Chronological Order (Schubert: tematski katalog svih njegovih djela u kronološkom redu), takozvani Deutsch catalogue (Deutschev katalog), s detaljima 1515 djela. Revidirani popis objavljen je u Njemačkoj 1978.
dinamika
Dinamika u glazbi predstavlja stupanj jačine tonova i njihov odnos. Dinamikom skladatelj ističe određeno raspoloženje. Tipičan raspon stupnjeva je, od najglasnijeg (oko 100dB) do najtišeg (oko 40dB):
- fortississimo (fff), vrlo, vrlo glasno; kao vikanje
- fortissimo (ff), vrlo glasno
- forte (f), glasno
- mezzo-forte (mf), srednje glasno; kao govor
- mezzo-piano (mp), srednje tiho; kao govor
- piano (p), tiho
- mezzo-piano (mp), umjereno tiho
- pianissimo (pp), tiše
- pianississimo (ppp), vrlo tiho; kao šapat

Jačina je relativna, tako da ista oznaka u različitim dijelovima partiture ne mora predstavljati istu jačinu, već predstavlja odnos jačina, npr. p bit će tiše od mp. Postupna promjena glasnoće označava se riječima i/ili znacima (tzv. "šnale"): crescendo (razvučeno <) - pojačavanje, decrescendo ili diminuendo (razvučeno >) - utišavanje. Oznake dinamike pišu se ispod, ali kod vokalnih skladba mogu biti i iznad notnih crta.
dirigent
Dirigent (iz latinskog dirigens - koji upravlja, upravljački) je reproduktivni umjetnik koji pokretima ruku upravlja izvođenjem vokalnog, instrumentalnog ili vokalno-instrumentalnog  ansambla, a često koristi i palicu koju glazbenici lakše uočavaju. Ponekad se služi mimikom i pokretima tijela kako bi sugestivnije djelovao na orkestar. Dirigent na probama priprema ansambl tumačeći glazbenicima notni tekst i svoju interpretaciju, daje instrukcije za izvođenje, određuje tempo, dinamiku i druge elemente skladbe. Usto osigurava pravovremeni nastup određenog glazbala. Nastup na koncertu je rezultat tih priprema.
doba
Doba (imenica ženskog roda; češ. doba, eng. beat [bit], fr. temps, njem. Schlag [šlag], rus. доля [dolja]) je vremenska mjera takta. To je preciznije navođenje brzine izvođenja djela. Broj (otkucaja metronoma u minuti) se nalazi iznad notnog zapisa, npr. Allegro (♩ =133), tj. 133 dobe u minuti. Doba se može opisati kao ritam kojim slušatelji cupkaju nogom dok slušaju neku melodiju.

## E
e, ed
Veznik i, e pred suglasnikom i ed pred samoglasnikom. Na primjer, Un poco allegretto e grazioso, Molto allegro ed agitato.
etida
Etida (fr. étude  - učiti) je instrumentalna kompozicija namijenjena usavršavanju u tehnici sviranja. Javila se početkom 19. stoljeća uz procvat virtuoznog sviranja, najčešće na tehnički zahtjevnom klaviru. U etide spadaju i virtuozne preteče za glazbala s klavijaturom, neke tokate, fantazije i preludiji. Iako su klavirske najbrojnije, etide su pisane i za druga glazbala.

## F
fiamma
Plamen. con fiamma - vatreno.
filharmonija
Filharmonija ≈ ljubav prema glazbi, iz starogrčkog φιλία + ἁρμονία [philía + harmonía]. Drugi naziv za simfonijski orkestar ili ustanovu koja se bavi simfonijskom glazbom. Također dio naziva nekih orkestara - nema razlike između "simfonijski" i "filharmonijski" ni u sastavu ni u ulozi, ali se različitim imenovanjem razlikuju dva orkestra iz istog mjesta, na primjer Berliner Symphoniker (Berlinski simfoničari) i mnogo poznatiji Berliner Philharmoniker (Berlinski filharmoničari).
finale
Posljednji stavak djela s više stavaka (sonata, simfonija) ili završna scena pojedinog čina u klasičnoj operi. Uopćeno: rasplet, svršetak.
forte, fortissimo, fortississimo
Glasno, vrlo glasno, vrlo vrlo glasno. → dinamika.
forzando, forzato
U partituri oznaka za akcent. → sforzando, sforzato; forzatissimo - više pojačano, naglašenije.
fuga
Fuga (preko talijanskog, iz latinskog fuga - bijeg, trk) je složena skladba u kojoj dva ili više glasova na različitim visinama tehnikom imitacije ponavljaju određenu temu po načelima kontrapunkta. Fuga može biti samostalna skladba, često s prethodećim preludijem. Fuga i fugalna struktura se također koriste i unutar drugih formi, kao što su kantate, mise, koncerti, simfonije ili uvertire. Konačan složen oblik fugi dao je J. S. Bach, a uz njega je po vokalnim fugama poznat G. F. Händel.
furioso
Divlje, burno.

## G
G
G je oznaka identifikacije djela Luigija Boccherinija. Oznaka je inicijal prezimena francuskog muzikologa Yvesa Gérarda koji je 1969. u Londonu objavio Gérard catalog (Gérardov katalog), popis djela Luigija Boccherinija. Boccherini je za života označio broj opusa samo za 64 djela koja je objavio, dok Gérardov katalog sadrži 580 djela.
gavota
Gavota (fr. gavotte, tal. gavotta) je francuski južnjački narodni ples živahnog tempa u 4/4 taktu. Popularan na dvorovima Francuske i Engleske u 17. i 18. stoljeću. Plešu ga parovi u nizu ili u krugu, s izvođenjem raznih figura. Za popularizaciju je zaslužan Jean-Baptiste Lully, dvorski glazbenik Luja XIV., koji je gavotu uveo u balet i operu. Iza njega mnogi skladatelji su je uključivali u orkestarsku suitu, gdje je po pravilu slijedila iza sarabande.
generalbas
Generalbas (tal. neprekidan, kontinuiran bas; često samo continuo) ili basso continuo (njem. Generalbass - opći bas) je način zapisivanja instrumentalne pratnje u baroku. Basovske dionice označene su samo pojedinačnim notama ili brojevima na osnovu kojih su izvođači improvizirali pratnju. Sastav glazbala također je bio prepušten izvođačima: mogla su biti uključena sva glazbala koja u rasponu tonova imaju bas-registar (npr. čelo, kontrabas, fagot), ali je moralo biti uključeno i najmanje jedno glazbalo koje je moglo svirati akorde (npr. klavir, gitara, harfa). Kad se u 18. stoljeću pojavila potreba za preciznim i potpunim zapisivanjem glazbe, basso continuo je izbačen iz prakse.
gigue, giga
→ žig

## H
habanera
Habanera (šp. habanera ili fr. havanaise [havanez] - havanski) je španjolsko-kubanski narodni ples u 2/4 taktu umjerenog tempa podrijetlom iz Havane. Pleše se u parovima u liniji. Potiče još iz 18. stoljeća iz engleskog dvorskog plesa, kasnije prenesenog na francuski dvor. Popularnost  je stekla u 19. stoljeću dolaskom u Latinsku Ameriku, preuzimanjem kreolskih folklornih elemenata i baziranjem na afričkom ritmu na Kubi. Sredinom 19. stoljeća habanera ulazi u europsku umjetničku glazbu, većinom kod francuskih i španjolskih skladatelja. Čuvene su Bizetova L'amour est un oiseau rebelle ("ljubav je buntovna ptica", poznatija kao "habanera" iz opere "Carmen") i Yradierova La Paloma ("golubica" iz 1863.; Sebastián de Yradier).
Hob.
Hob. je identifikator kojim se označavaju djela Josepha Haydna. Oznaka je dio prezimena nizozemskog muzikologa Anthonyja van Hobokena koji je izdao katalog J. Haydn, Thematisch-bibliographisches Werkverzeichnis - J. Haydn, tematsko-bibliografski katalog djela. Katalog u tri toma objavljen je od 1957. do 1978. i sadržava preko 750 djela. Uređen je po kategorijama (I - simfonije (1-108), Ia - uvertire (1-16), II - divertimenti u 4 ili više dijelova (1-47), III - gudački kvarteti (1-83b)...) Unutar kategorija djela uglavnom prate kronološki red. Primjer označavanja: "Carska pjesma", Kaiserlied Hob. XXVIa:43 - 43. djelo iz kategorije XXVIa - pjesme uz klavir (inspiracija za ovu pjesmu Haydnu bila je pjesma "Stal se jesem" iz Hrvatskog Zagorja; melodija je poznata i kao "Carska himna", bila je službena himna Austrije od 1797. do 1918. i sadašnja je himna Njemačke; kasnije je ovu pjesmu Haydn preradio za 2. stavak Gudačkog kvarteta, op. 76 br. 3, Hob. III:77, "Carski").
HWV
HWV je skraćenica od Händel-Werke-Verzeichnis - katalog djela Georga Friedricha Händela. Katalog u tri toma izdao je njemački muzikolog Bernd Baselt između 1978. i 1986. godine. Široko je prihvaćen i koristi se u modernom označavanju Händelovih djela, npr. "Glazba na vodi" se sastoji od tri suite: br. 1 u F-duru HWV 348, br. 2 u D-duru HWV 349 i br. 3 u G-duru HWV 350. Katalog je tematski, po žanrovima (1-42 opere, 43-45 i 218 scenska glazba, 46-48 i 50-71 oratoriji...) Brojevi idu od 1-612, ali nisu poredani kronološki, dok je unutar kategorija kronološki red. Osim popisa djela, katalog za svako djelo sadržava uvodne taktove, kao i mnoštvo dodatnih informacija.

## I
intermeco
Intermeco (tal. intermezzo [intermedzo], od lat. intermedium - posrednik) ili interludij (lat. interludium - međuigra: inter - među, ludus - igra) je instrumentalni odlomak koji se umeće među cjeline u vokalnim ili glazbeno-scenskim djelima, a u 19. stoljeću i samostalna skladba ili dio većeg djela. U operi se intermeco umeće između činova ili scena za premošćivanje radnje, slično antraktu.

## K
kadenca
Kadenca (talijanski cadenza, od latinskog cadere - pasti, zaključiti) je melodijski ili harmonijski sklop kojim završava glazbena cjelina. Potječe iz prakse ukrašavanja završnih tonova, naročito u baroknoj operi, a zatim i u koncertima. To je bio način da solisti pokažu svoju virtuoznost, a od klasicizma skladatelji i poneki istaknuti izvođači zapisivali su svoje kadence. Neki pak skladatelji nisu zapisivali kadence, ostavljajući izvođačima više slobode za improvizaciju. Za vrijeme kadence pratnja obično pauzira, ali mogu na kratko upasti i druga glazbala. Obično se javlja pri kraju prvog stavka, proizvoljnog tempa i trajanja. Na kraju kadence ponovno ulazi orkestar, bez ili sa solistom.
kadrila
Kadrila (ili kvadrilja; fr. quadrille - četvorka) jedan je od najpopularnijih narodnih i balskih plesova 19. stoljeća, podrijetlom iz Francuske. Plešu ga četiri para u kvadratnoj formaciji u pet ili šest dijelova, odnosno figura. Glazba je živahna u 2/4 ili 6/8 taktu. Svaka figura sadržava teme od 8 taktova. Izvorni francuski nazivi i teme su: Le Pantalon - pantalone [popularna francuska pjesma], ABACA, L’été - ljeto, ABBA, La Poule - kokoš, ABACABA, (samo u bečkoj varijanti La Trénis, prezime učitelja plesa, ABBA), La Pastourelle - pastirica, ABCBA, Finale, galop u slobodnoj formi. U Beču je postao popularan zahvaljujući obitelji Strauss, čitava obitelj napisala je mnogobrojne kadrile, od toga samo Johann (mlađi) ih je napisao 15.
kajda
Kajda je riječ arapskog podrijetla (qāida - red, melodija) koja je u hrvatski jezik došla iz turskog jezika (kaide). Može značiti: nota (arh.), melodija, ili narodna pjesma u desetercu u dva stiha. Izvedenica je kajdanka, bilježnica s notnim crtovljem.
kanon
Kanon (gr. κανών - stabljika od trske koja je služila kao mjera za dužinu, iz toga: mjera, pravilo, propis) je vrsta višeglasne vokalne ili orkestarske skladbe kod koje se koristi tehnika stroge imitacije: vodeći glas (lat. dux) uvodi temu koju zatim poslije određenog vremena oponaša jedan ili više pratilaca (comes) čineći tako višeglasje.
kantata
Kantata (tal. cantata - pjevana, od cantare - pjevati) je vokalna višedijelna skladba za jedan ili više glasova i instrumentalnu pratnju. Razvila se početkom 17. stoljeća za solo glas i generalbas, kasnije se sastojala od nekoliko arija s odgovarajućim recitativima i sve opsežnijim instrumentalnim uvodima i ritornelima, a u klasicizmu je postala koncertno djelo koje se sadržajem i obujmom približavalo oratoriju.
kapela
Kapela (lat. cappella, deminutiv od cappa - plašt s kukuljicom) je u početku (oko 800. godine) bio naziv za crkveni zbor koji je vježbao i pjevao u kapeli (bogomolji). Kasnije se isti naziv koristi za vokalno instrumentalni ansambl u crkvi, a od vremena baroka skoro isključivo za orkestar. Za zbor koji pjeva bez instrumentalne pratnje, kao i za takvu vokalnu skladbu, koristi se izraz a cappella. Izvedenice kapelnik i kapelmajstor (njem. Kapellmeister) koriste se za dirigenta orkestra ili zborovođu.
kapričo
→ capriccio
kazalište
Kazalište, teatar (od starogrčkog θέατρον, théatron - gledalište) je kulturno-umjetnička ustanova namijenjena održavanju priredaba scenske umjetnosti (opere, baleta, govornih i drugih predstava) u zatvorenom ili otvorenom prostoru. U užem smislu, kazalište (kazališna predstava) je govorna predstava (drama, komedija).
klaka
Klaka (fr. claque od claquer - pljeskati) organizirana je skupina ljudi, koji su najčešće plaćeni da aplaudiraju ili zvižde tijekom predstave u kazalištu, utječući tako na publiku, pa i na samo izvođenje. Pripadnik klake naziva se klaker.
klasicizam
Klasicizam (iz francuskog classicisme, prema latinskom: classicus - koji pripada najvišoj klasi, idealu) je glazbeni stil iz razdoblja između 1730. i 1820. i djelomično se preklapa s prethodnim barokom  i narednim romantizmom. Glazba klasicizma postaje lakša i manje kompleksna, galantni stil zamjenjuje dostojanstvenu ozbiljnost i grandioznost baroka. Glazbeno žarište seli iz Italije na sjever i zapad Europe. Uz privatne predstave za aristokraciju, počinju se javljati javni koncerti. Istaknutiji predstavnici su Haydn, Mozart i Beethoven, iz takozvanog "bečkog klasicizma".
"Klasičan" je izvedeni termin, međutim, nije vezan samo za razdoblje klasicizma, već za razdoblje od srednjeg vijeka pa do današnjih dana i predstavljaju vrhunska ostvarenja pojedinih skladatelja u različitim stilskim razdobljima.
Trivia: Beethoven je prvi glazbenik koji je "skinuo periku" (obvezatnu na dvorovima) - nije više plaćeni dvorski sluga, već samostalni umjetnik.
klasična glazba
Klasična glazba je pojam koji se koristi za označavanje određenog tipa europske glazbe iz razdoblja od renesanse do romantizma, odnosno od 16. do početka 20. stoljeća (iako joj korjeni potječu još iz srednjeg vijeka, a nastavlja se u 20. i 21. stoljeću). Pojam potječe iz jednog razdoblja takve glazbe, klasicizma. Nazivi "ozbiljna" ili "umjetnička" glazba, koji se ponekad koriste, nisu posve korektni: često takva glazba nije ozbiljna, a pojam "umjetnička" nije ograničen samo na klasičnu glazbu. Uobičajeno, klasičnu glazbu pišu školovani skladatelji na osnovu određenih pravila. Klasična glazba razlikuje se po razdobljima stvaranja (srednjovjekovna, renesansna, barokna...), po namjeni (svjetovna, sakralna), po načinu izvođenja (vokalna, instrumentalna), po oblicima (simfonija, koncert, opera), kao i po drugim značajkama.
koda
Koda (iz klasičnolatinskog cauda, preko vulgarnolatinskog i talijanskog coda - doslovno "rep") je glazbeni pasaž kojim završava glazbeno djelo ili stavak. Može sadržavati samo nekoliko taktova, ali i čitavu tematsku epizodu, kao sažetak ili osvrt na prethodno izloženi materijal. U glazbenoj notaciji znak za kodu postavlja se na početak kode i služi kao oznaka za navigaciju (npr. za ponavljanje Dal segno al Coda - od znaka do kode).
koncert
1. Opsežnije glazbeno djelo za glazbalo i orkestar (→ concerto).
2. Javno izvođenje instrumentalnih ili vokalnih kompozicija pred publikom. Do klasicizma bili su privilegija aristokracije na privatnim priredbama, a u romantizmu polovicom 19. stoljeća već su uobičajeno javni. 

končertino
→ concertino
koncert-majstor
Koncert-majstor (njem. Konzertmeister) je prvi (primus/prima inter pares - prvi/prva među jednakima) glazbenik u orkestru. U simfonijskom orkestru tu funkciju ima prva violina, a ujedno je i principal sekcije prvih violina. Iza dirigenta, to je druga najvažnija vodeća uloga u orkestru. Koncert-majstor služi kao posrednik između orkestra i dirigenta. Poslovi koncert-majstora su mnogobrojni, npr. uvodi orkestar u salu, upravlja štimanjem, izvodi violinske solističke dionice, određuje način sviranja violinske sekcije te na druge načine pomaže dirigentu u vođenju orkestra. Koncert-majstor zajedno sa svojim zamjenikom sjedi za prvim notnim stalkom lijevo od dirigenta, najbliže publici.
kontrapunkt
Kontrapunkt (lat. punctus contra punctum - točka protiv točke, tj. nota protiv note) je tehnika povezivanja dveju ili više muzičkih linija koje su melodijski i ritmički samostalne, ali su međusobno harmonijski zavisne. Kontrapunkt se koristi i kao naziv za dionicu višeglasnog stavka koji se suprotstavlja osnovnom glasu ili temi, a ponekad je i cijela skladba rađena po tom načelu. Razvoj je počeo kod ranog višeglasja, a vrhunac doživljava u renesansnoj polifonijskoj vokalnoj glazbi (npr. misa, motet, madrigal). U baroku se usavršavaju instrumentalni oblici (tokata, fuga).
KV
KV ili samo K je skraćenica od Köchel-Verzeichnis odnosno Köchelverzeichnis = Köchelov katalog, kronološki popis Mozartovih djela koji je 1862. izradio Ludwig von Köchel. Posljednji u katalogu je Rekvijem, KV 626. Kasnije, kad su pronađena druga Mocartova djela, popis je revidiran, posljednji put u šestoj reviziji K6 iz 1964. godine. Zbog održanja kronologije na broj su dodavane dodatne oznake, na primjer: K1 i K6 547 - Violinska sonata br. 36 u F-duru ("za početnike"), K6 547a - Klavirska sonata u F-duru, ili K1 i K6 626 - Rekvijem u d-molu, K6 626b/48 - Vježbe za prste za klavir u C-duru.

## L
L
L je oznaka identifikacije djela Claudea Debussyja. Oznaka je inicijal prezimena francuskog muzikologa Françoisa Lesurea koji je 1977. u Ženevi izdao Catalogue des œuvres - katalog djela Claudea Debussyja, jer Debussy nije koristio broj opusa, osim za Gudački kvartet u g-molu, op. 10, L 85. Katalog sadržava 141 djelo (L 1 - L 141, od 1879. do 1917.) u kronološkom redu.
lament
Lamentacija, emocionalan izliv žalosti. Sinonimi: žalopojka, jadikovka, jeremijada.
largo
Oznaka tempa: široko (40–60 d/m). larghissimo: vrlo,vrlo sporo (ispod 24 d/m).
legato
Oznaka u partituri koja upućuje da note treba odsvirati povezano, odnosno da između nota nema tišine. Piše se kao riječ iznad ili ispod crtovlja, ili se crta luk ispod grupe nota.
lendler
Lendler (njem. Ländler ili Landler - koji pripada mjestu ili području Landl u Gornjoj Austriji) narodni je ples s kraja 18. stoljeća popularan u Austriji, južnoj Njemačkoj, Švicarskoj i Sloveniji. To je ples za parove s poskakivanjem i lupanjem nogama (potkovanim cipelama). Glazba je uglavnom instrumentalna, ali može imati i vokalni dio, uključujući jodlanje. Smatra se pretečom valcera.

## M
madrigal
Madrigal je pojam koji se koristi za dva različita tipa skladba. Talijanski madrigal "trečento" (tal. trecento - tristo, skraćeno od 1300) iz razdoblja između 1300. i 1400. godine bio je dvorski glazbeno-pjesnički oblik, 2-3 strofe s po tri retka teksta na istu dvo- i troglasnu glazbu. Madrigalom su se od 16. stoljeća nazivale i druge skladbe, kao što su soneti, balade, kancone ili popularne pjesme. Madrigal koji se podrazumijeva pod tom riječju je svjetovna višeglasna vokalna glazba iz perioda renesanse i ranog baroka. Također se razvio u Italiji. Pjevao se bez pratnje, s tri do osam glasova. Izvodio se kao svečana pjesma na javnim ceremonijama, a privatno na dvorovima, akademijama i u kućama za razonodu.
maestro
Maestro (tal. majstor, učitelj) je oslovljavanje iz poštovanja i uvažavanja, najčešće dirigenta, ali i skladatelja, virtuoza ili učitelja glazbe. Oblik u ženskom rodu je maestra. Izraz potječe od maestro di cappella kojom se oslovljavao vođa kapele, koji je obično bio i skladatelj, zborovođa, dirigent i organizator.
maestoso
Svečano i dostojanstveno.
marcato
Oznaka u partituri koja upućuje da neku notu, akord ili pasaž treba odsvirati glasnije i jače u odnosu na susjedne note. U partituri riječ može biti napisana iznad ili ispod notnog crtovlja, ili se označiti znakom ∧ iznad ili ispod glave note. Ovo je u stvari glasniji akcent.
marš
Marš (iz fr. marche - hod, od markon - korakom označavati granicu; tal. marcia) ili koračnica je skladba s naglašenim ritmom, izvorno napisana da podrži hod organizirane skupine ljudi (vojske). U europskoj glazbi javlja se još od antike. Od 16. stoljeća javlja se u zborovima, u instrumentalnim djelima, operi i baletu u mnogobrojnim oblicima, na primjer: vojnički, trijumfalni, svečani, svadbeni, pogrebni... Takt je najčešće dvodobni, ali može biti i neki drugi. Tempo zavisi od namjene, od 60 d/m kod pogrebnog do 120 d/m kod modernih marševa.
mazurka
Mazurka (u poljskom genitiv i akuzativ od mazurek) je poljski narodni ples u parovima, obično živog tempa u 3/4 taktu. Ime je dobila po pokrajini Mazuriji. U 19. stoljeću ples je postao popularan na europskim balovima. Mazurke su pisali nekoji skladatelji, a popularizaciji je najvećma doprinio Chopin koji ih je napisao 59.
menuet
Menuet je dostojanstven dvorski ples u tročetvrtinskom taktu, nastao u Francuskoj početkom 17. stoljeća, popularan u baroku i klasicizmu. Ime je dobio prema malom, sitnom koraku (fr. pas menus [pa meni]). Menuet je i skladba koja se javila u isto vrijeme i u istom tempu. U početku, dok je bio vezan za ples, imao je binarnu formu (dva ponovljena dijela, AABB), a kao samostalna skladba javljao se ili u formi ronda ABACA ili pojednostavljenoj formi ABA.
misa
Misa je oblik sakralne skladbe zasnovane na katoličkoj liturgiji (koja se također naziva "misa"). Dosta misa, međutim, nije namijenjena obredima, već se koncertno izvode. Stalni dijelovi mise (Ordinarium) su: Kyrie (Gospodine, smiluj se), Gloria (Slava), Credo (Vjerujem), Sanctus (Svet), Benedictus (Blagosloven) i Agnus Dei (Jaganjče Božji). Skoro da nema značajnog skladatelja koji nema misu u svom opusu. Misa za pokojne naziva se "rekvijem".
moderato
Umjereno. Oznaka za umjereno brz tempo, između allegra i andantea.
moderna
Moderna (prema njemačkom Moderne) je smjer i razdoblje u glazbi (i u umjetnosti) s kraja 19. i početkom 20. stoljeća.
molto
Mnogo, vrlo. Npr. molto allegro  - vrlo živo.
motet
Motet (fr. mot - riječ, motet - mala riječ) je višeglasna vokalna (u baroku i vokalno-instrumentalna) skladba. Razvijao se od 13. do 18. stoljeća: od kratke dvoglasne forme, u razdoblju renesanse postala je elitna forma višeglasne pjesme (čak do 12 glasova), uz misu glavna forma crkvene glazbe; u baroku je postao periferna forma. U romantizmu se više nije razvijao, ali neki istaknuti skladatelji pisali su i motete.
MS
MS (ili M. S.) je oznaka identifikacije djela Niccolòa Paganinija. Oznaka su inicijali prezimena dviju autorica kataloga. Talijanske muzikologinje Marija Rose Moretti (Maria Rosa Moretti) i Anne Sorrento (Anna Sorrento) su 1982. godine u Đenovi objavile "Tematski katalog glazbe Niccolòa Paganinija" (Catalogo tematico delle musiche di Niccolò Paganini). Katalog sadrži 134 kronološki poređana djela.
muzika
Muzika (gr. μουσıϰή [mousikē] - koji pripada muzama, od μουσıϰή τέχνη [mousikē téchnē] - umijeće muzâ, preko lat. musica) je umijeće i umjetnost vremenske organizacije zvuka prema određenim pravilima. Odgovarajuća hrvatska riječ koja se pretežno koristi je glazba. Glavni elementi za oblikovanje su:
- ritam - vremenski raspoređene cjeline tonova različitog trajanja i naglasaka
- melodija - niz linearno (horizontalno) raspoređenih tonova koji se čuju jedan za drugim
- harmonija - niz vertikalno raspoređenih tonova koji se čuju istodobno
- polifonija - istodobno zvučanje više samostalnih melodija
- boja - značajka koja zavisi od sredstva izvođenja, odnosno glasa ili glazbala
- oblik - cjelina u kojoj se razlaže tonska građa

Podjela, odnosno klasifikacija može se vršiti po gornjim elementima, ali i na neki drugi način, na primjer prema podrijetlu ili namjeni. Jedna od podvrsta je i "klasična glazba", koja je tema ovog glosara.
MWV
MWV je skraćenica od Mendelssohn-Werkverzeichnis - katalog djela Felixa Mendelssohna Bartholdyja. Katalog je 2009. izdala Saksonska akademija znanosti iz Leipziga. Katalog sadržava 750 skladba u 26 skupina (označenih slovima A-Z), a djela su u skupinama poredana kronološki. Npr. Simfonija br. 4 u A-duru op. 90 ("Talijanska") označena je kao MWV N 16 = 16. djelo u skupini N - simfonije. Sâm Mendelssohn je brojem opusa označio 72 djela koja je objavio, a ostala (opp. 73-121) označena su postumno.

## N
non
Ne. Stoji samo uz drugu odrednicu, npr. allegro, ma non troppo - brzo, ali ne previše.
nokturno
Nokturno (fr. nocturne iz lat. nocturnus - noćni; tal. notturno) je skladba mirnog, sanjalačkog i melankoličnog karaktera. Još u srednjem vijeku postojala je forma pod ovim nazivom, koji se vezuje za večernje liturgijske službe. U baroku je nokturno bio orkestarska skladba, imao je nekoliko stavaka i preklapao se sa serenadom, razlika je da se serenada izvodila u ranoj večeri a nokturno kasnije noću. Današnji oblik potječe iz razdoblja romantizma. Skladba je jednostavačna, najčešće klavirska (iako može biti i orkestarska i vokalna) i u formatu ABA.
nota
Nota (lat. nota - zapis, bilješka) je grafički znak kojim se bilježi trajanje i visina note. Cijela nota se sastoji od glave note, polovinka i četvrtinka imaju i notni vrat, a osminkama i kraćim notama na vrat se dodaju barjačići (jedan kod osminke, dva kod šesnaestinke itd). Trajanje nota je relativno, odnosno zavisi od tempa. Vertikalna pozicija note u notnom sustavu određuje visinu note. Note su imenovane na dva načina. Tradicionalni (solmizacijski) način je do (ut) - re - mi - fa - so(l) - la - si (ti) (od najniže do najviše). Tonovi su dobili imena prema latinskom himanu za Sv. Ivana Krstitelja: Utqueant laxis resonare fibris Mira gestorum famuli tuorum Solve polluti labilii reatum, Sancte Ioannes. Drugi način je imenovanje slovima abecede, C - D - E - F - G - A - H (ili B u nekim zemljama).
notni sustav
Notni sustav predstavlja pet vodoravnih paralelnih crta s jednakim razmacima među njima. (Vodoravno i okomito se ovdje koriste u smislu orijentacije na papiru, slijeva udesno i s vrha prema dnu lista.) Po potrebi se iznad i ispod mogu dodati pomoćne crte. U notni se sustav bilježe note i drugi znaci ili riječi koji služe za točan zapis neke melodije. Notni sustav može biti dio partiture.

## O
opera
Opera (skraćeno od talijanskog opera in musica - glazbena radnja) je glazbeno-scensko djelo u kome glumci pjevanjem uz pratnju orkestra prikazuju dramsku radnju. Opera je najsloženije glazbeno djelo, jer sadrži glumu, pjevanje, sviranje, scenografiju, a često i ples (balet). Opera ima više vrsta, ali se mogu svrstati u dvije glavne skupine, tragične (opera seria) i komične (tal. opera buffa, fr. opéra comique). Tekst na osnovu koga se piše glazba naziva se libreto (tal. libretto - knjižica). Pjevanje u operi može biti solističko, u obliku recitativa (slično govoru) ili samostalnih arija, u duetu ili skupno (tercet, kvartet, zbor).
opereta
Opereta (talijanski operetta - mala opera) je glazbeno-scensko djelo slično operi, ali je kraće, lakšeg karaktera i s govorenim dijalozima kao premosnicom između arija i drugih dijelova, iako se javljaju i recitativi. Opereta se razvila u Francuskoj sredinom 19. stoljeća kao opéra bouffe [opera buf] (opera buffa nije isti termin, u francuskom mu odgovara opéra bouffon), podvrsta komične opere (opéra-comique), ali je puni procvat doživjela u Beču.
opus, op., opp.
Iz latinskog: opus - djelo. Naziv kojim umjetnici obilježavaju djela kronološkim redom. Pojam se koristi i za sva djela nekog umjetnika, kao cjelinu. Obično se piše skraćeno "op." (u množini "opp."). Opus nije uvijek samo jedno djelo, već može sadržavati više djela u jednom žanru, u kom slučaju pojedino od njih dobiva dodatni broj (koji ne treba miješati s brojem djela žanra). Na primjer, Beethoven je kao op. 18 objavio šest gudačkih kvarteta i kako su to bila prva djela u žanru, označeni su kao br. 1, br. 2 itd, a isti broj se javlja i uz broj opusa: Gudački kvartet br.1 u F-duru, op. 18 br. 1, Gudački kvartet br. 2 u G-duru, op. 18 br. 2...; kasniji opus 59 sadržava još tri gudačka kvarteta, koji su označeni sljedećim brojevima žanra (7-9), ali se uz opus navodi podbroj, npr. Gudački kvartet br. 7 u F-duru, op. 59 br. 1. 
Uz ili umjesto broja opusa se kod djela nekih skladatelja navode dodatne oznake za preciznije označavanje - mnogi skladatelji nisu, ili su nepotpuno vodili broj opusa, npr. ispuštajući manje značajna djela. Bartók je triput započinjao brojanje i sva tri popisa su u optjecaju, ali se uglavnom ne koriste. Dvořák je namjerno djelima davao manji broj opusa da bi ih prodao mimo ugovora s izdavačima, pa se stoga javljaju i višestruki brojevi opusa (op. 12 čak za pet djela!). Dodatna se oznaka sastoji od slovne skraćenice, inicijala kompozitora ili sastavljača, kome slijedi broj ili kôd sastavljača. Na primjer, KV 626 ili TWV 51:G9.
oratorij
Oratorij (lat. oratorium, od orare - moliti) je veće vokalno-instrumentalno djelo za orkestar, zbor i soliste. Tekst opisuje neku dramsku radnju, najčešće s duhovnim (crkvenim) temama. Za razliku od opere, izvodi se isključivo koncertno i po pravilu nema interakcije među likovima ni scenografije. Razvio se u Rimu u 17. stoljeću pod utjecajem ranih opera u dva stila: oratorio volgare (vulgarni ili narodni, s tekstom na talijanskom) i oratorio latino (latinski oratorij). 
Dugo značenje: oratorij je prostorija (u kući, dvorcu) za molitvu užeg kruga vjernika, privatna kapelica. Kasnije je kao zadužbina podizan kao posebna građevina.
orkestar
Orkestar je veća skupina svirača koji zajedno izvode neko glazbeno djelo. Po veličini može biti simfonijski (filharmonijski), s preko 50 pa do više od 100 glazbenika, i kamerni (od tal./lat. camera - soba) s manje od 50 glazbenika. Veličina zavisi od vrste glazbe i mjesta na kome se izvodi. Po instrumentaciji mogu biti simfonijski (uključene sve skupine glazbala) ili nazvani prema skupini glazbala, npr. gudački, tamburaški ili puhački. Orkestar ima širok repertoar, npr. simfonije, koncerte, uvertire, a može biti uključen i u druge predstave kao što su opera i balet. Po pravilu, orkestar vodi dirigent. 
Podrijetlo riječi: orkestar je u antičkom kazalištu kružni prostor između pozornice i publike (ὀρχήστρα [orhestra] izvedeno iz ὀρχέομαι [orheomai] - plesati) po kome se kretao i plesao zbor.

## P
partitura
Partitura (tal. partire - razdijeliti) je skup notnih sustava koji su poredani jedan ispod drugog i daju pregled sekcija u zajedničkom taktu. U suvremenim partiturama određen je redoslijed dionica (drvena puhaća glazbala [pikolo, flauta, oboa...], limena puhaća glazbala, udaraljke, glazbala sa žicama). Partiture mogu biti potpune, sa svim dionicama, ili sažete, od kojih su najčešće klavirska (više instrumentalnih dionica svedene na klavir) i vokalna (samo vokalne dionice, sa ili bez klavirske pratnje). Partitura je takođe naziv i za bilježnicu (knjigu) s jednom ili više stranica u kojoj je u notnom sustavu zabilježeno cijelo glazbeno djelo.
pasaž
Pasaž (iz francuskog passage - prolaz) je kraći ili duži ukrasni niz tonova u brzom tempu, obično virtuoznog karaktera.
pauza
Pauza (iz gr. παῦσις [paūsis] - zastoj, preko lat. pausa; en. rest, fr. silence, njem. Pause, ru. пауза) je period tišine, odnosno prekid u sviranju ili pjevanju neke skladbe. Za zapisivanje pauza u notnom sustavu koriste se posebni znaci, čije se trajanje podudara s odgovarajućim notama, cijela pauza, polovinka, četvrtinka itd. Pri zapisivanju pauza koje traju više taktova, koristi se ili zastarjeli sustav posebnih znakova, ili se brojem označava broj taktova pauze. Ako glazbalo pauzira do kraja stavka ili u čitavom stavku, takva se pauza označava tacetom.
pavana
Pavana (talijanski pavana, [danza] padovana - ples iz Padove, španjolski pavane - paun) je spori svečani dvorski ples koji se u parovima plesao u Europi u 16. stoljeću, a naročito je bio omiljen u Španjolskoj. U ranom baroku pavana je bila jedan od stavaka orkestarske suite, ali se kasnije osamostaljuje u posebnu formu. Jedna od poznatijih je Pavana u fis-molu, op. 50 Gabriela Fauréa.
piano, pianissimo, pianississimo
Tiho (meko, nježno), tiše, vrlo tiho. → dinamika.
pizzicato, pizz.
Pojam podrazumijeva način sviranja gudaćih glazbala iz obitelji violina, pri kome se preko žica ne povlači gudalo, već se žice trzaju prstima (desne) ruke koja drži gudalo, čime se dobija kratak odsječan ton. U operama se koristio kao imitacija trzalačkih glazbala, a u orkestarskoj glazbi za povećanje dramske napetosti. Kasnije je taj način sviranja prenesen i na druga glazbala, pa čak i na klavir (izravno trzanje žica). U partituri se početak dionice označava s pizz. a kraj s (coll’)arco (gudalom) ili križićem (+) iznad note. Paganini je uveo izvođenje pizzicata lijevom rukom: pritom se koriste dva prsta, jedan za pritisak na žicu za određivanje tona, drugi za trzanje, te se stoga tim načinom pizzicato ne može izvesti ako se ton određuje malim prstom. Pizzicatom se naziva i glazbeno djelo koje se izvodi tim načinom, npr. čuvena Pizzicato Polka (bez broja opusa, iz 1869.) braće Johanna i Josefa Straussa.
più
Više. Npr. molto più tranquillo - mirnije (doslovno: mnogo više mirno).
poloneza
Poloneza (fr. danse polonaise - poljski ples; tal. polacca) je narodni ples iz Poljske umjerenog tempa u 3/4 taktu. Iz Poljske se u 17. stoljeću proširila u Europu kao dvorski i salonski ples. Pleše se u krugu u parovima. U umjetničkoj glazbi poloneza se javlja kao samostalna instrumentalna skladba, kao stavak suite, ili kao ples u baletu i operi. Pisali su je mnogi skladatelji, ali vjerojatno najpoznatije su Chopinove. 
U ritmu poloneze su nacionalne himne Finske i Estonije, obje s istom skladbom Fredrika Paciusa.
postuman, postumno
Postuman (pridjev) i postumno (prilog) su ispravni oblici za pojam koji označava djelo objavljeno nakon smrti autora (= posmrtan, posmrtno). Pojam dolazi iz latinskog jezika: postumus - dijete rođeno poslije očeve smrti, posmrče. Neispravan je oblik "posthuman" koji se često koristi — navodno je nastao iz latinskog post - iza i humus - zemlja — posmrtno objavljena djela nemaju nikakve veze ni s humusom ni s humanosti.
preludij
Preludij (lat. praeludium - predigra; fr. prélude [prelid], tal. preludio, njem. Präludium; zast. lat. praeambulum - preambula, svečani uvod) je kraća instrumentalna skladba koja služi kao uvod u drugo veće djelo. Javlja se još od antike, u srednjem vijeku koristila se kao improvizacijski uvod u glavno djelo, a u 15. i 16. stoljeću se razvijala kao posebna instrumentalna forma. Od 17. stoljeća poistovjećuje se s uvertirom glazbeno-scenskih djela (opera, balet, oratorij) ili postaju formalni prvi stavak višestavačnih skladba (suita, sonata). U 19. stoljeću se osamostaljuje kao klavirska ili orkestarska minijatura.
presto
Oznaka tempa: vrlo, vrlo brzo (168–200 d/m). prestissimo: još brže od presta (preko 200 d/m).
principal
Principal (njem. Prinzipal iz lat. principalis - prvi, glavni) je u orkestru vođa sekcije glazbala. Principal sekcije prvih violina ujedno je i koncertmajstor, a time i principal cijelog orkestra. Većina sekcija ima i zamjenika principala, koji, kao i kod koncertmajstora, s principalom sjedi za istim notnim stalkom. Organizacija je hijerarhijska, sekcije imaju svoje podsekcije, koje također imaju principala. Na primjer: u sekciji gudača principale imaju i sekcije drugih violina, viola, čela i basova; prva oboa je principal sekcije oboa, ali, iako daje početnu notu za štimanje orkestra, nije principal sekcije drvenih puhača - principal je flauta. Principal je odgovoran za svoju sekciju, a ako djelo sadržava solističku dionicu pojedinog glazbala, izvodi je principal te sekcije.
prozodija
Prozodija (iz grčkog προσῳδία [prosōidía], πρός [prós] - ispred, prema i ᾠδή [ōidía] - pjesma, preko latinskog prosodia) je način na koji skladatelj slaže slogove u note, odnosno uspostavlja odnos između nota i riječi u vokalnoj skladbi. Pritom koristi lingvistička prozodijska obilježja, koja obuhvaćaju akcent, ritam, intonaciju, brzinu i glasnoću govora.

## R
rapsodija
Rapsodija (gr. ῥαψῳδία, od ῥαψῳδός [rapsodos] - rapsod, putujući pjevač epova) u glazbi je jednostavačna skladba slobodne strukture i naglašene emotivnosti. Pojavila se u 18. stoljeću kao klavirsko ili vokalno djelo uz klavirsku pratnju, ali u 19. stoljeću postaje prvenstveno instrumentalni oblik. Franz (Ferenc) Liszt je Mađarskim rapsodijama (S. 244 - 19 skladba za klavir na mađarske narodne teme) pokrenuo trend pisanja rapsodija kao virtuoznih nacionalnih skladba epskog sadržaja.
recitativ
Recitativ (recitativo [rečitativo], od recitare - čitati naglas) je melodičan govor uz glazbenu pratnju u operi, oratoriju i kantati. Da bi se radnja odvijala brže, recitativni monolozi i dijalozi se ubacuju između arija, zborova i drugih dijelova. U opereti se recitativ često zamjenjuje govorenim monolozima i dijalozima.
rekvijem
Rekvijem (latinski requiem, akuzativ od requies - mir, počinak ) je u katoličkoj liturgiji misa za pokojne. Sadržava liturgijski tekst, a može biti vokalni ili vokalno-instrumentalni. Od klasične mise razlikuje se u nekim dijelovima koji su prikladni za tematiku pogreba - ispred Kyrie dolazi Introit (lat. Introitus - ulaz), umjesto Gloria dolaze određene sekvence (Dies irae - dan gnjeva), a u Agnus Dei su promijenjene dvije molitve.
renesansa
Renesansa (iz francuskog renaissance - preporod) je razdoblje procvata europske kulture između 1400. i 1600. godine. Renesansna glazba odlikuje se većim korištenjem glazbala, javljaju se nova glazbala i nove glazbene forme, kao i razvoj teorije i notacije. Sljedeći period: → barok.
ripieno
Ripijeno (tal. ripieno - puno, potpuno) je u baroku naziv veće od dvije cjeline koja se u concertu grossu suprotstavlja solistima (concertino). Sviraju dionice koje su označene s tutti. U tzv. "ripijeno koncertu" (ripieno concerto) nema dominantnog solista, pa takav koncert predstavlja rani oblik simfonije.
ritam
Ritam (gr. ῥυϑμός [rhythmós] - mjera vremena, oblik, prema ῥεῖν [rheîn] - teći, preko lat. rhythmus) je obrazac ponavljanja niza nota koje čine jednu ćeliju. Ako se takav obrazac trajno ponavlja, po njemu se može odrediti takt i to je onda čvrsti ritam. U slobodnom ritmu je nastupanje ritamskih obrazaca slobodnije.
ritardando
Oznaka u partituri za postepeno usporavanje tempa. Suprotno: accelerando.
ritornello
Ritornel (tal. ritornello od ritornare - vraćati se) je dio ronda koji se više puta ponavlja i prekida epizodama (kupletima). Kod solističkih koncerata baroka radi se o Ritornel formi, koja predstavlja odjeljak s orkestarskim i solističkim dionicama. Vivaldi je ustanovio skup konvencija koji su slijedili kasniji skladatelji: ritornel cijelog orkestra izmjenjuje se s epizodama solista; uvodni ritornel sastavljen je od nekoliko manjih dijelova koji međusobno mogu biti odvojeni i ponavljani ili varirani; kasniji ritorneli obično su nepotpuni, osim završnog koji se potpuno ponavlja; ritorneli određuju tonsku strukturu skladbe. Po tom principu, koncert otvara orkestar ritornelom, slijedi (često kontrastna) prva epizoda solo instrumenta (A) i tako redom R–A–R–B–R–A–R.
romantizam
Romantizam (iz francuskog: romantisme) je glazbeni stil u razdoblju od 1780. do 1910. godine, nasljeđuje klasicizam i nastavlja u modernu. Glazba postaje izražajnija i emocionalnija, šireći se na književne, umjetničke i filozofske teme, potiče stvaranje nacionalne svesti. Orkestri postaju veći, s više različitih glazbala. Izvođenje s aristokracije prelazi među mase, s privatnih na javne koncerte.
rondo
Rondo (francuski: rondeau) se u glazbi najčešće odnosi na glazbenu formu, takozvani francuski stil, u kome se glavna tema (refren, repriza) stalno ponavlja nakon sporednih epizoda (kupleti), A-B-A-C...A. Kao tip glazbe, rondo predstavlja brzu i živahnu skladbu, uobičajeno allegro. Iako ima izuzetaka, skladba označena kao "rondo" podrazumijeva i formu i tip.
rubato
Fleksibilan tempo nota u glazbenoj frazi, za izražajni efekt.
RV
RV je skraćenica od Ryom-Verzeichnis  - katalog djela Antonija Vivaldija koji je 1973. izdao danski muzikolog Peter Ryom. Katalog je uređen po skupinama (1-37 sonate za violinu, 38-47 sonate za violončelo...) i ne prati strogo kronološki red (npr. RV 6 - Sonata u c-molu iz 1717. i RV 8 - Sonata u c-molu op. 2 br. 7 iz 1709. godine).

## S
S
S je oznaka identifikacije djela Franza Liszta. Oznaka je inicijal prezimena engleskog skladatelja Humphreyja Searlea koji je 1954. u Londonu objavio katalog "Lisztova glazba" (The Music of Liszt). Sharon Winklhofer je 2004. u Milanu objavila reviziju Searleovog kataloga.
sakralna glazba
Sakralna (religijska) glazba pisana je za religijske obrede ili pod religijskim utjecajem.
sarabanda
Sarabanda (šp. zarabanda) je stari španjolski ples u 3/4 ili 3/2 taktu koji se u 16. stoljeću proširio u Europu kao dostojanstveni dvorski ples, a glazbeni oblik postaje stalni (obično treći) stavak  barokne suite.
SATB
SATB je skraćenica od sopran, alt, tenor, bas. Koristi se za označavanje tipa glasova solista ili zbora u nekom glazbenom djelu, najčešće u oratorijima. Skraćenica po potrebi može imati i druge glasove, npr. Bar za bariton, Mz za mecosopran, C za kontraalt.
scherzo
Čita se "skerco", na talijanskom znači "šala". To je jednostavačna klavirska skladba, a unutar većeg djela (sonate, simfonije...) je instrumentalni stavak razigranog, često i humorističnog karaktera.
senza
Bez. Koristi se uz druge izraze, na primjer: senza sordino - bez prigušenja, senza tempo - slobodan tempo.
sekularna glazba
Sekularna, svjetovna (ne-religijska) glazba je žanr iz razdoblja srednjeg vijeka i renesanse. Najstariji zapisi su s latinskom tekstom, a kasniji na vernakularnom jeziku.
serenada
Serenada je poznata kao "večernja pjesma" koju je pjevao momak pod prozorom djevojke. Otuda i naš naziv "podoknica". U doba bečke klasike serenada je dobila oblik suite nevezanog niza i uređenja stavaka, a krajem 18. i u 19. stoljeću serenada se javlja i u operama kao ljubavna podoknica. Svakako najpoznatija serenada je Mozartova "Mala noćna muzika", izvorno Serenade Nr. 13 für Streicher in G-Dur (Serenada br. 13 za gudače u G-duru, KV 525). Mozart je u opisu preveo "serenada" na njemački "Nachtmusik", odakle i potječe popularni naziv.
sforzando, sforzato
U partituri oznaka za akcent: sforzando ili forzando - pojačavajući, naglašavajući, sforzato ili forzato - pojačano, naglašeno. Skraćeno sfz, sf ili fz.
simfonija
Simfonija znači suglasje, sklad, prema starogrčkom συμφωνία [sinfonia], σύν [sin] - zajedno i φωνή [foni] - zvuk, a u naš jezik došla je preko latinskog symphonia. U glazbi, počev od 17. stoljeća, označava opsežnu orkestarsku skladbu. Svoj klasičan oblik u četiri stavaka dobila je od Haydna i Mozarta. Obično je u sastavu: brzi prvi stavak (najčešće allegro i u sonatnoj formi), lagani drugi stavak, treći stavak je menuet umjerenog tempa, a finale je brzi četvrti stavak u obliku ronda. Kasniji skladatelji umjesto menueta u treći stavak stavljaju scherzo, a ponekad mijenjaju redoslijed drugog i trećeg stavka. 
Riječ simfonija ili njene izvedenice koriste se i kao naziv orkestra i glazbenika iz takvog orkestra.
simfonijski orkestar
Simfonijski orkestar je naziv za orkestar u punom sastavu koji obuhvaća sve skupine glazbala potrebne za izvođenje simfonije, kao najzahtjevnije instrumentalne skladbe. Standardne četiri skupine (sekcije) sličnih glazbala potječu iz klasicizma i to su (redom kako se pojavljuju u partituri): drveni puhači, limeni puhači, udaraljke i žičana glazbala. Po potrebi se uključuju dodatna glazbala. Broj glazbenika simfonijskog orkestra najčešće je 70-90, ali može biti manji ili veći, od preko 50 do preko 100.
sonata
Sonata (od tal./lat. sonare - zvučati, doslovno sonata = svirana, za razliku od cantata kantata = pjevana) je solistička ili kamerna instrumentalna skladba u tri ili četiri stavka. Do sredine 18. stoljeća tzv. barokna sonata pisana je za jedno do četiri, obično gudaća glazbala. Od vremena Haydna i Mozarta dobiva klasicistički oblik sonatnog ciklusa: brzi prvi stavak u sonatnoj formi, lagani drugi i brzi posljednji stavak (rondo ili sonatna forma). Ako sonata ima i četvrti stavak, onda je treći menuet ili scherzo. Sastav sonate korišten je kao obrazac za pisanje drugih većih djela većine instrumentalnih žanrova. Sonata je najčešće pisana za klavir ili drugo glazbalo uz pratnju klavira. Značajniji predstavnici barokne sonate su Bach, Händel i Scarlatti, a Mozart i Beethoven klasicističke (klasične) sonate. U romantizmu pisanje sonata jenjava, iako i tu ima značajnih predstavnika, kao što su Schubert, Liszt i Brahms.
sonatna forma
Sonatna forma, sonatni oblik, ili sonata-allegro je struktura najčešće prvog brzog stavka nekog višestavačnog djela (sonate, simfonije) koja se formirala u klasicizmu u 18. stoljeću. Struktura "formalnog modela" sastoji se od ekspozicije, razvoja i reprize. Ekspozicija uvodi jednu ili dvije teme stavka, obično u kontrastnom stilu, a zaključuje se završnom temom. U razvoju se teme razrađuju, a u reprizi se ponavljaju izmijenjene teme iz ekspozicije.
sostenuto
Oznaka uz tempo ili naslov stavka da se tonovi zadržavaju (produžuju), obično s istovremenim usporavanjem tempa.
spinto
Termin (od spingere - gurnuti) se koristi za opis snage glasa između lirskog i dramskog soprana ili tenora, koji su sposobni da povremeno izvedu glazbene klimakse u operi (da nadjačaju orkestar). Primjeri uloga: Aida (Aida), Dezdemona (Otelo), Floria Tosca (Tosca), Radames (Aida), Don José (Carmen), Cavaradossi (Tosca).
stavak
Samostalan cjelovit odjeljak većeg glazbenog djela (sonata, simfonija).
staccato
Stakato (tal. staccato - prekinuto, odrezano) je vrsta artikulacije. Nota se skraćuje (obično na polovicu) i svira odsječno, odijeljeno, a ostatak do punog trajanja note je tišina. U partituri se označava točkom iznad ili ispod glave note, ili skraćeno stac ako se odnosi na dulji pasaž. Još kraći i odsječniji način je staccatissimo, koji se označava trokutom (sličnim apostrofu) ili skraćeno staccatiss.
stringendo, string.
Oznaka u partituri za ubrzanje, kao accelerando uz dojam povećanja dramske napetosti. Suprotno: ritardando.
suita
Suita (francuski suite - niz) je instrumentalna skladba koja je sastavljena od niza stavaka (najmanje tri, obično 7-8, ali i više), koji nisu čvrsto vezani kao kod sonate ili koncerta. Potječe iz renesanse, a procvat je doživjela u baroku, kad je bila sastavljena najčešće od plesova, kontrastno poredanih. Značajniji skladatelji su Rameau, Bach, Händel i Telemann. U romantizmu se suite pišu kao samostalna djela ili uz scensku glazbu. Neke od poznatijih su "San ljetne noći" Mendelssohna, "Šeherezada" Rimski-Korsakova, "Carmen" i "Arležanka" Bizeta, suite iz baleta "Krcko Oraščić", "Uspavana ljepotica" i "Labuđe jezero" Čajkovskog, "Bergamaska suita" [Suite bergamasque (bergamaska je ples iz Bergama)] Debussyja i mnoge druge.
Sz, BB, DD
Béla Bartók je triput započeo numeraciju svojih djela, pa se njegovo označavanje uglavnom ne koristi. Postoje tri kataloga Bartókovih djela, od kojih se i dalje najčešće koristi Sz iz 1956. godine Mađara Andrása Szőllősyja, iako je potpuniji BB iz 1996. godine Mađara Lászlóa Somfaija. Katalog DD izdao je Belgijanac Denijs Dille 1974. godine, ali sadržava samo rana Bartókova djela.

## T
tacet
Tacet (lat. tacet - šuti) je u partituri oznaka dulje pauze nekog glazbala ili glasa tijekom izvođenja. Da glazbenik ne bi brojio taktove, obično se tacet stavlja na kraj djela ili stavka. U ranim simfonijama bilo je uobičajeno izostavljanje neke sekcije glazbala (puhača ili udaraljki), naročito u srednjem sporom stavku. Najdrastičniji primjer korištenja taceta je "skladba" Johna Cagea 4'33" iz 1952. godine u kojoj u sva tri stavka sva glazbala u partituri imaju oznaku "tacet", odnosno ne sviraju.
takt
Takt (njem. Takt, en. bar / measure, fr. mesure, tal. misura, ru. такт) je mjera za određivanje muzičkog ritma. Sastav mjere stavlja se na početak skladbe ili ulomka u obliku razlomka koji predstavlja trajanje u odnosu na cijelu notu, tj. brojnik označava broj dobi a nazivnik trajanje jedne dobe. Na primjer, takt 3/4 ima 3 dobe, a 4 je notna vrijednost (trajanje četvrtinke note; note u pojedinom taktu ne moraju biti četvrtinke, može biti zbroj trajanja drugih nota i pauza, npr. polovinka note s točkom ili dvije četvrtinke i dvije osminke). Taktovi su međusobno odijeljeni okomitim taktnim crtama, što pomaže snalaženju u partituri.
tempo
Brzina kojom se izvodi glazbeno djelo. Klasično označavanje je talijanskim riječima, od najsporijeg larghissimo (ispod 24 d/m) do najbržeg prestissimo (preko 200 d/m). Od 19. stoljeća su neki skladatelji koristili nacionalne riječi umjesto talijanskih. Uz klasično označavanje može stajati metronomski tempo, brzina izražena brojem jedinica (doba) koje treba izvesti u jednoj minuti.
tempo primo, tempo I°
Oznaka u partituri za vraćanje na prvobitni tempo (djela ili stavka) koji je u određenom dijelu skladbe bio zamijenjen bržim ili sporijim. (Ne miješati s a tempo.)
tenuto
Oznaka u partituri koja upućuje kako treba odsvirati neku notu. Koristi se uz druge znake artikulacije. Odnosi se i na trajanje i na dinamiku, a zavisi od konteksta: može značiti da se nota odsvira u punom trajanju ili duže, ili da se odsvira nešto glasnije.
ternarna forma
Ternarna forma ili trodijelna pjesma je glazbeni oblik koji se sastoji iz tri dijela: iza prvog dijela (A) slijedi drugi dio (B) i zatim se kao treći dio ponavlja prvi dio (A). Označava se kao ABA ili A-B-A. Najčešće je treći dio izmijenjen u odnosu na prvi (ima više ornamentacije) i u tom slučaju se taj dio označava kao A' ili A1.
tokata
Tokata (tal. toccata, od toccare - dodirnuti) je kraća skladba za glazbala s klavijaturom, virtuoznog i imporovizacijskog karaktera u slobodnoj formi. Krase je pasaži, akordi i motorika. Javlja se u kasnoj renesansi i baroku, a potom gubi na značaju.
tranquille, tranquillo
Mirno, spokojno.
trio
Trio (od lat. tres, preko tal. trio - trojka) je glazba za tri glazbala ili glasa i naziv za izvođački sastav koji izvodi takvu glazbu. Glazba je najčešće samo instrumentalna, ali može biti i samo za glas (takav sastav izvođača naziva se tercet) ili mješovita (glas i dva glazbala). Potječe od baroknih trio-sonata. U klasicizmu i romantizmu trio je srednji stavak ili dionica složenih djela. Termin trio se koristio i za tri "glasa", bez obzira na stvarni broj glazbala: na primjer, trio za dva glazbala i basso continuo, ili Bachova trija za orgulje (BWV 525–530) i klavirske dvo- i troglasne Invencije i simfonije (BWV 772-801).
tutti
Doslovno: svi. 
Obično se koristi u vokalnim ili instrumentalnim djelima kao oznaka mjesta odakle svi glasovi ili cijeli orkestar nastupaju istodobno. 
U baroknoj glazbi oznaka da solist nastavi sviranje s ostalima.
TWV
TWV je skraćenica od Telemann-Werke-Verzeichnis, popis djela Georga Philippa Telemanna koji je 1960. izradio Martin Rhunke. Vokalna djela mogu biti označena s TVWV, u istom nizu broja žanra s ostalim djelima. Iza skraćenice slijedi broj žanra (1-25 za vokalna i 30-55 za ostala djela), (u nekim slučajevima) slovo za tonski rod, te broj djela. Na primjer, u Koncertu za violu u G-duru, TWV 51:G9, značenje TWV 51:G9 je: 51. žanr (koncerti za solo-glazbalo i basso continuo), G-dur i deveto djelo žanra; slično, Der Tag des Gerichts TWV 6:8 - Oratorij "Sudnji dan", 6. žanr (duhovni oratoriji), 8. djelo.

## U
un, una, uno; un, une; ein, eine
Jedan, jedna, jedno - neodređeni član ili broj u talijanskom, francuskom i njemačkom jeziku. Koristi se u odgovarajućem rodu ispred drugih termina, na primjer: (tal./fr.) un poco / un peu - malo, (tal.) una corda - jedna žica (lijevi pedal na klaviru), (njem.) eine kleine (Nachtmusik) - mala (serenada).
unisono
Talijanski: jednoglasno. Istovremeno sviranje note ili niza nota različitim glazbalima na istoj visini, ili u različitoj oktavi.
uvertira
Uvertira (fr.ouverture - otvaranje) je orkestarska skladba koja se izvodi kao uvod u drugo, najčešće glazbeno-scensko djelo (npr. opera ili balet) ili u veće vokalno djelo (kantata, oratorij). Tzv. "francuska uvertira" (17. do polovice 18. stoljeća) imala je oblik s dva, a kasnije s tri stavka u kontrastnom tempu, lagani-brzi-lagani. "Talijanska uvertira" s tempom brzi-lagani-brzi stavak je značajna za razvoj sonatne forme. Od 18. stoljeća uvertira je jednostavačna i sadrži teme iz djela kome prethodi. Koncertna uvertira kao samostalno djelo pojavila se u 19. stoljeću.

## V
valcer
Valcer (njem. Walzer, od walzen - valjati, kotrljati; en. waltz, fr. valse, ru. вальс) je društveni ples u 3/4 taktu. Pleše se u parovima u zatvorenoj poziciji (partneri se međusobno drže i sučeljavaju). Nastao je u 18. stoljeću iz lendlera, ali se tek u 19. stoljeću proširio Europom, nakon popularizacije na Bečkom kongresu 1815. godine. Javlja se u dva oblika: bečki (50-60 taktova u minuti, odnosno 150-180 d/m) i spori, tzv.engleski (oko 30 t/m, 90 d/m). Kao glazbenu formu, valcer su pisali mnogi skladatelji, ili kao samostalne skladbe ili u sastavu drugih većih djela.
vivace
Oznaka tempa: brzo i živahno (156–176 d/m); vivacissimo: vrlo brzo i živahno (172–176 d/m).

## W
WoO
WoO je skraćenica od Werke ohne Opuszahl - djela bez broja opusa. Katalog su 1955. godine pripremili Nijemci Georg Kinsky i Hans Halm za djela koja Ludwig van Beethoven nije objavio s brojem opusa. Ista skraćenica se ponekad koristi i za djela drugih skladatelja koja nemaju broj opusa, npr. djela Johannesa Brahmsa, Roberta Schumanna, Muzija Clementija ili Joachima Raffa.

## Ž
žig
Žig se u naslovima djela i u partiturama javlja u francuskom obliku gigue [žig] ili talijanskom giga [điga]. Žig je brzi barokni ples. Podrijetlom je iz Škotske (jig - džig), odakle se sredinom 17. stoljeća proširio u Europu kao dvorski ples, popularan na dvoru Luja XIV., a zatim i u instrumentalnu suitu. Javlja se po pravilu na kraju suite, pisana kao fuga s ponavljanjima teme.
| Sadržaj: A B C Č Ć D Dž Đ E F G H I J K L Lj M N Nj O P Q R S Š T U V W X Y Z Ž — Na vrh stranice |